# У Аньцзюй, Павел
Павел У Аньцзюй (кит. 吳安居保祿, 1838 г., Сихэтоу, провинция Хэбэй, Китай — 29.06.1900 г., Сяолуи, провинция Хэбэй, Китай) — святой Римско-Католической Церкви, мученик.

## Биография
Павел У Аньцзюй родился в 1838 году в деревне Сихэтоу. В июне 1900 года во время Ихэтуаньского восстания бежал вместе с семьёй из родной деревни, чтобы избежать преследований со стороны боксёров. 29 июня 1900 года скрывающуюся семью Павла У Аньцзюя обнаружили в лесу повстанцы. Когда боксёры спросили Павла У Аньцзюя о его религиозной принадлежности, то он ответил, что является католиком, за что был сразу же убит.

## Прославление
Павел У Аньцзюй был беатифицирован 17 апреля 1955 года Римским Папой Пием XII и канонизирован 1 октября 2000 года Римским Папой Иоанном Павлом II вместе с группой 120 китайских мучеников.
День памяти в Католической Церкви — 9 июля.

## Источник
- George G. Christian OP, Augustine Zhao Rong and Companions, Martyrs of China, 2005, стр. 81 (недоступная ссылка)  (англ.)